# Pumapunku

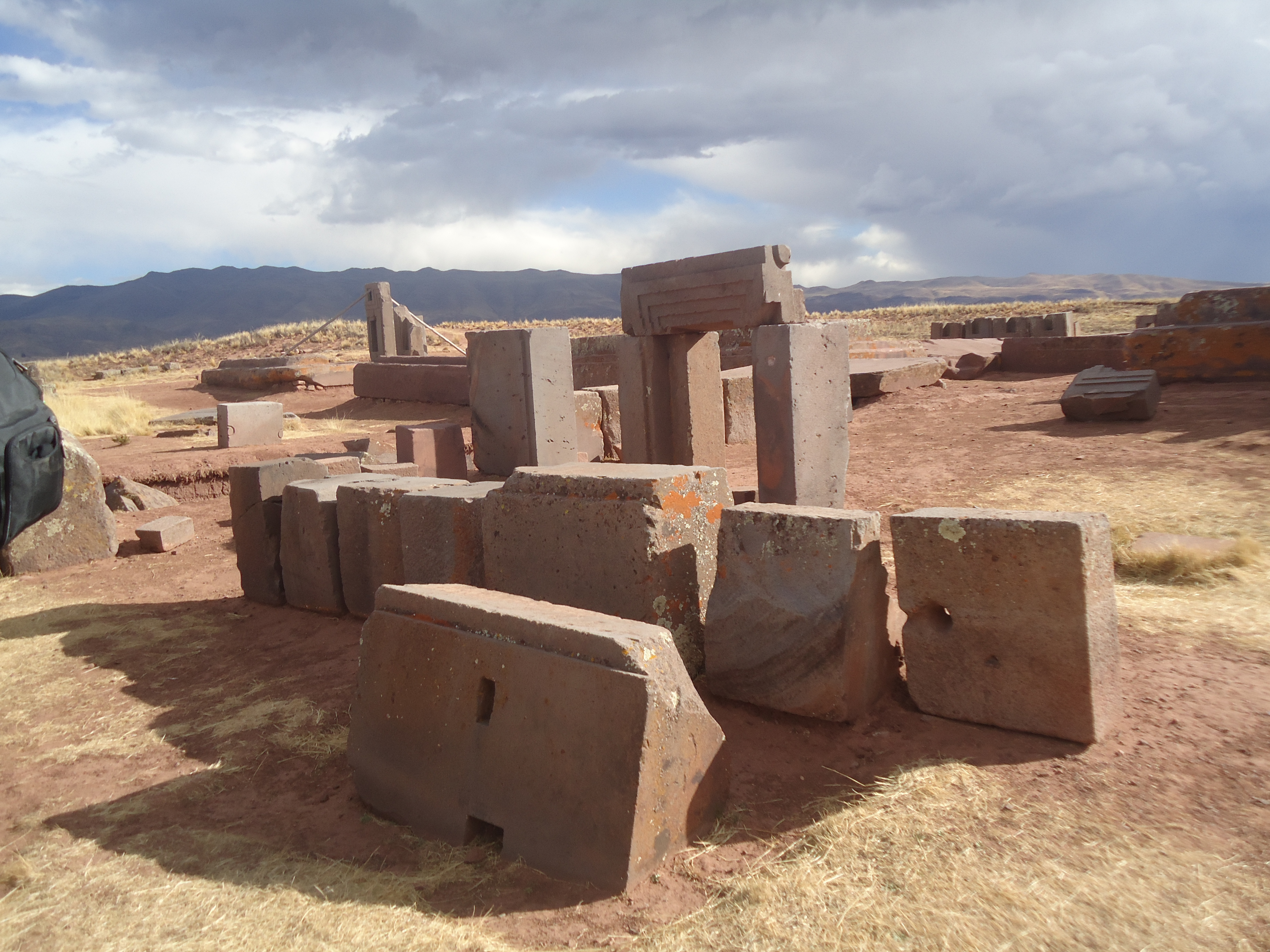
Pohled na část archeologické lokality

Pumapunku (též Puma Punku, Puma Pumku nebo Puma Puncu, česky brána pumy) je významné jihoamerické předincké archeologické naleziště monumentálního chrámového komplexu, jedna ze součástí místa Tiwanaku u stejnojmenného města na západu Bolívie.

## Popis
Leží v nadmořské výšce na planině Altiplano přibližně 3860 m n. m., cca 70 km jihozápadně od města La Paz v historické oblasti pozdějšího inckého kulturního prostoru. Komplex Pumapunku se rozkládá na obdélníkové hliněné terase o rozměrech zhruba 167 × 117 m, rohy terasy jsou pokryty kamennými deskami o váze kolem 450 tun. Součástí je mnoho monolitů, největší z nich má 871 × 517 × 107 cm o váze víc než 130 tun. Materiál je tzv. červený pískovec, který se vyskytuje v lokalitě poblíž jezera Titicaca, vzdáleného asi 15 km a vulkanická  tvrdá žula tzv. diorit, častěji se uvádí andesit, který se vyskytuje v lomech na poloostrově Copacabana (přímá vzdálenost cca 55 až 80 km) nebo v lokalitě poblíž sopky Cerro Khapia u města Zepita.
Doba vzniku je od objevení místa předmětem vědecké diskuse. Oficiální archeologická verze byla ta, že vše vytvořili příslušníci kmene Aymara. Podle té byl transport těchto kamenů v dávném Tiwanaku prováděn za použití velkého množství pracovní síly. Bylo navrženo několik teorií, jak tyto pracovní síly transportovaly kameny. Dvě z nich předpokládají použití lan z lamí kůže a použití ramp a šikmých plošin. Archeolog Alexej Vranič pomocí uhlíkové metody v roce 2002 datoval výstavbu místa do let 536–600 n. l. Bolivijští vědci ovšem zastávají názor, že Puma Punku je mnohem starší, minimálně 2000 let, a je starší než Tiwanaku. Rakouský badatel Arthur Posnansky (1873–1946) zveřejnil v roce 1945 teorii, podle které je brána Puma Punku, též známá jako brána slunce, pozicována a orientována s ohledem na jižní oblohu před 14–15 tisíci let (mimo jiné na základě posunu zemské osy).
Pro nás zatím nepochopitelné jsou technologie použité při budování komplexu nám neznámou civilizací (příslušníci Aymara znali pouze písmo kipu, znali bronzové nástroje, neznali kolo, a jejich původ a doba datace osídlení je dosud vědecky neprokázána). Neznáme účel této stavby ani její souvislost s podobně pozoruhodnými sousedními stavbami v 500 m vzdáleném Tiwanaku. Tiwanaku je ovšem mladší a použitá stavební technologie je jiná, běžnější, využívající menších kvádrů a malty. Monolity v Puma Punku vynikají hmotností, přesnými pravými úhly, přesnými tvary, rovností a hladkostí povrchu a úrovní zpracování naznačující mechanické opracování nebo odlévaní kamene. Velké kameny, nacházející se na hlavní plošině, byly spojovány skobami (svorkami) ze slitiny mědi, arsenu a niklu.
V Puma Punku byly zatím nalezeny dva největší kameny. První s rozměry 7,81 m x 5,17 m x 1,07 m tloušťky s odhadovanou hmotností okolo 131 tun. Druhý největší kamenný blok nalezený v Puma Punku je 7,9 m x 2,5m x 1,86 m tloušťky a odhadovanou hmotností 85 tun. Některé kamenné bloky též disponují pravoúhlými konkávními prohlubněmi (tzv. rybinami), otvory ve tvaru oblouku, rovnými rýhami a liniemi pravidelně vzdálených děr naznačujícími stopy mechanizace. Velikost chrámového komplexu zase vyžadovala výkresy, pokročilé znalosti logistiky a plánování při stavbě. Doprava materiálu předpokládanou technikou valení kamenných bloků po kládách byla komplikována vahou 80 až 130 tun a tím, že v této nadmořské výšce neexistuje vegetace stromů (je to jedna z teorií). Schází také logický důvod, proč by se domorodí Indiáni pouštěli do tak složité a nadmíru namáhavé stavby. Fascinující jsou též takzvané kameny H, vyrobené v normovaných (netotožných) rozměrech. Některé H bloky se zdají být nedokončené. Kameny vykazují své orientované magnetické pole. Celý komplex vykazuje známky náhlého katastrofálního zničení (např. zemětřesení a následná vlna tsunami); i teorie o zániku nicméně zůstávají předmětem spekulací.

## Fotogalerie

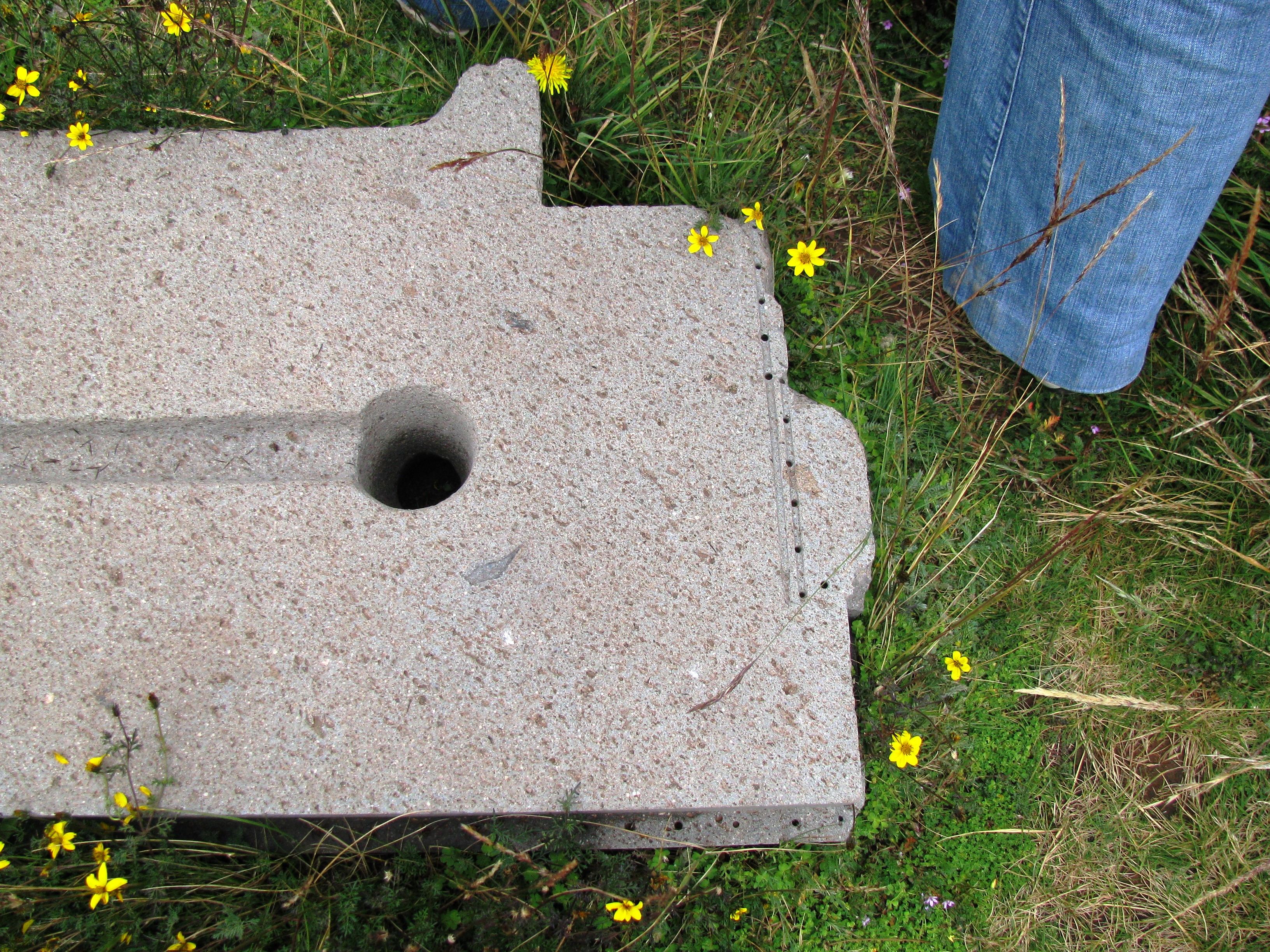
Precizní opracování kamene
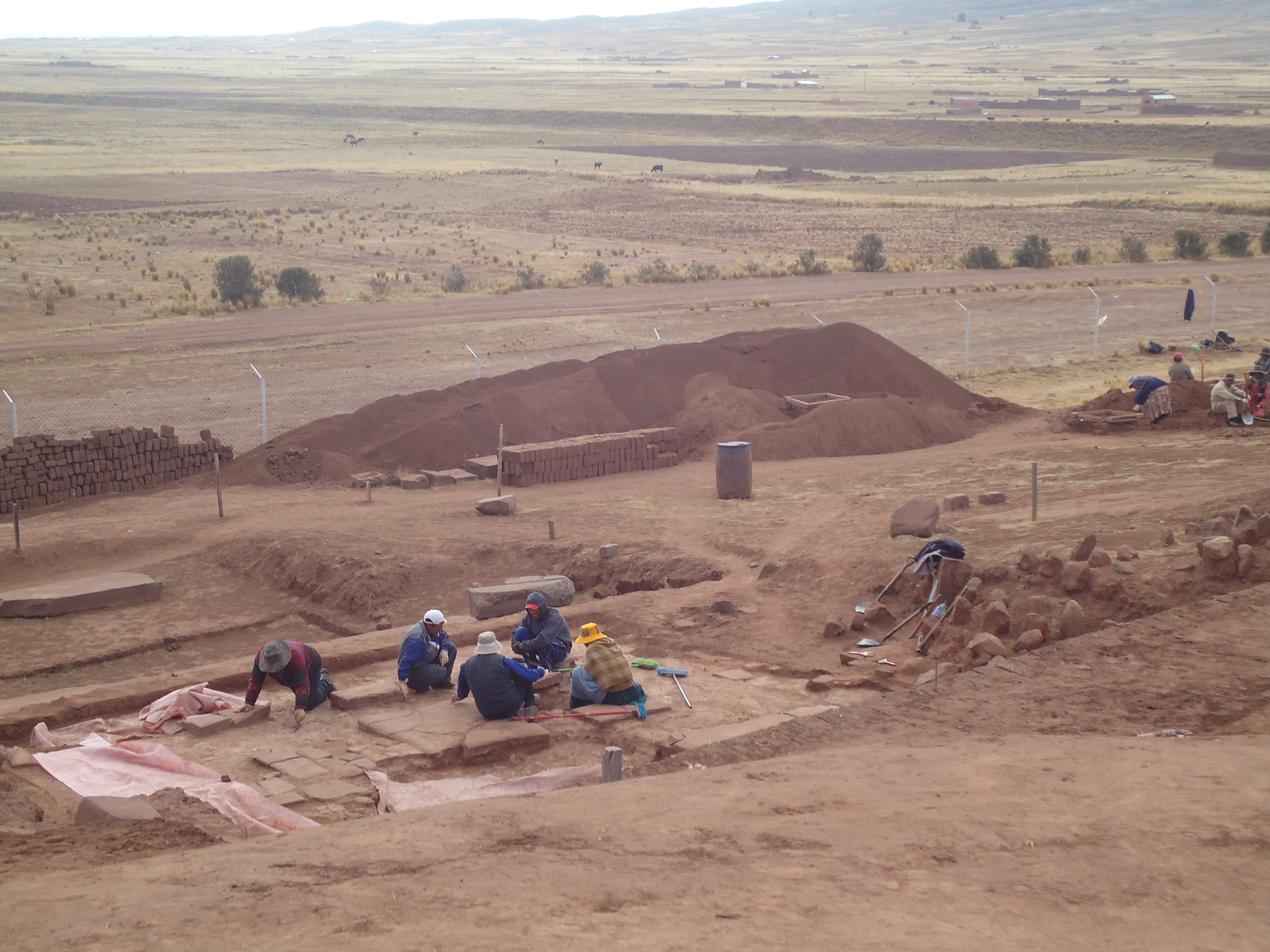
Pokračující archeologický výzkum
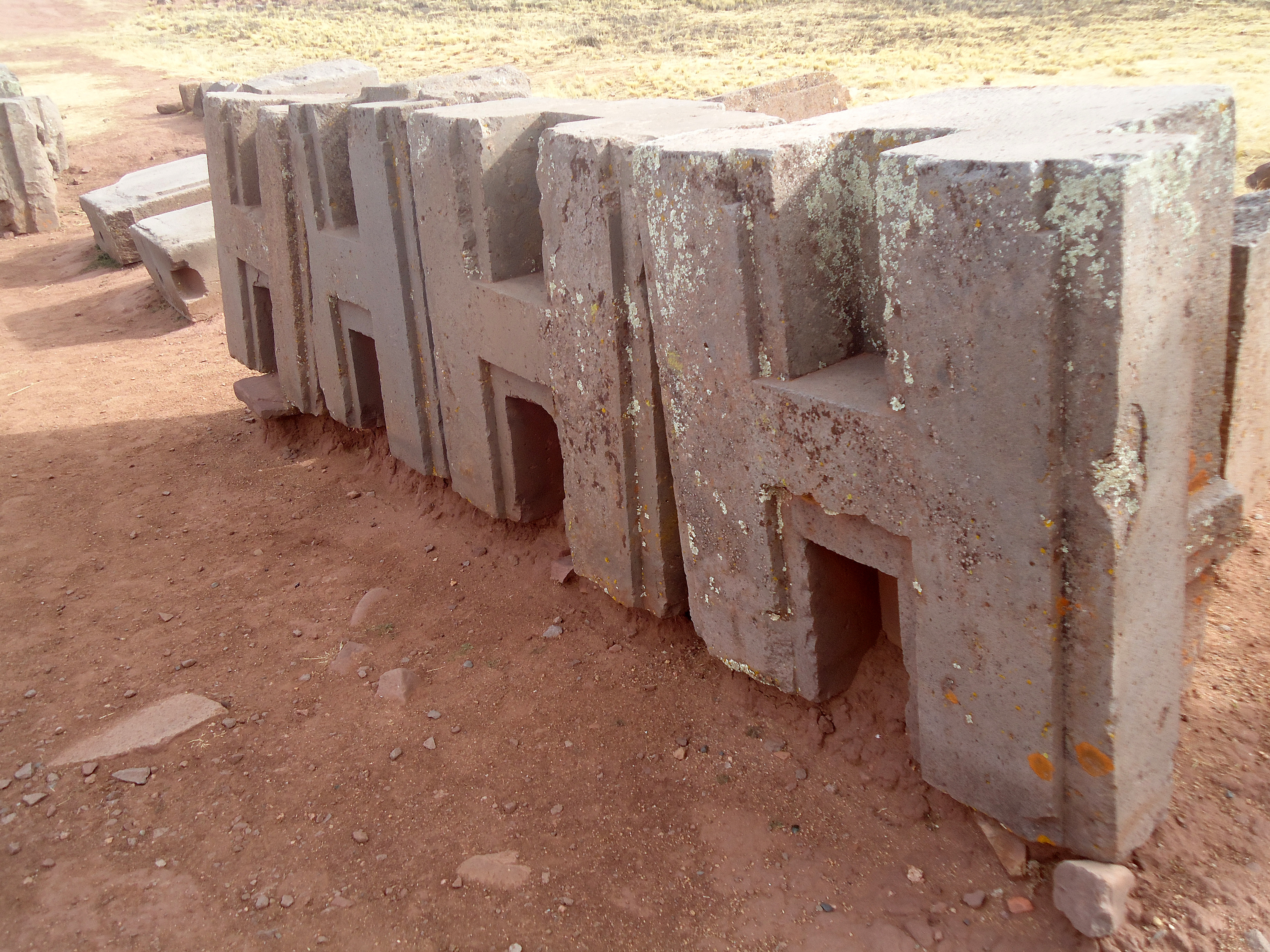
„H stones“ (kameny H)
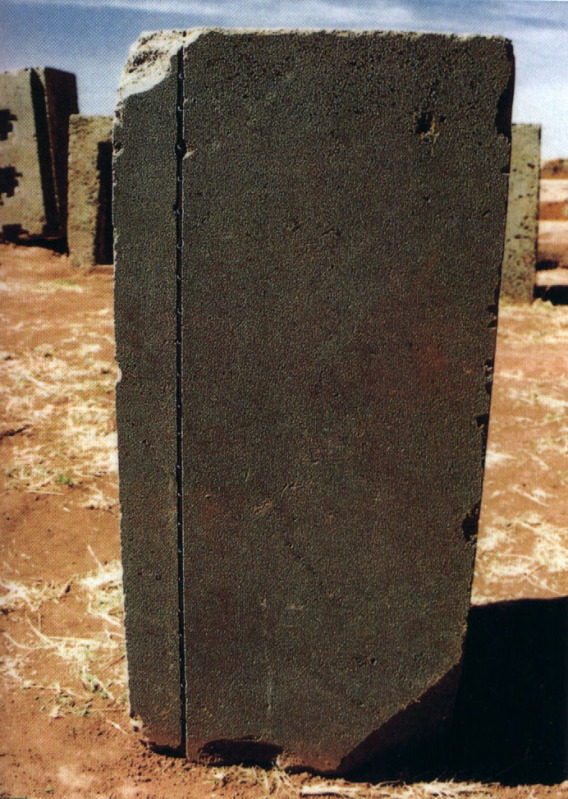
Jeden z monolitických bloků